# Miroestrol
Miroestrol  es un fitoestrógeno, una sustancia química de origen vegetal que imita la actividad biológica de la hormona estrógeno. Miroestrol fue el primero, según informes, aislado  de la hierba tailandesa Pueraria mirifica en 1960 y se cree que son responsables de las supuestas propiedades rejuvenecedoras de la planta.   Sin embargo, estudios más recientes han sugerido que el ingrediente activo puede ser en realidad el deoxymiroestrol compuesto químico estrechamente relacionado (que se muestra más abajo), y la presencia reportada de miroestrol sólo puede haber sido un artefacto del procedimiento de aislamiento. Cuando Deoxymiroestrol se expone al oxígeno en el aire, se convierte a Miroestrol.
Un estudio comparativo de las propiedades estrogénicas de fitoestrógenos encontró que Deoxymiroestrol fue similar en la actividad a otros fitoestrógenos conocidos, como coumestrol, pero que miroestrol fue significativamente menos activo. Debido a sus actividades estrogénicas, miroestrol, deoxymiroestrol y otros compuestos relacionados han sido objeto de investigaciones científicas incluyendo la síntesis total.
Los extractos de Pueraria mirifica según los informes, contiene miroestrol que se comercializan como suplementos dietéticos que contribuye con la mejora de mama en las mujeres. Sin embargo, no existe una base científica para tales afirmaciones. La Comisión Federal de Comercio ha emprendido acciones legales contra los vendedores de estas reclamaciones fraudulentas.

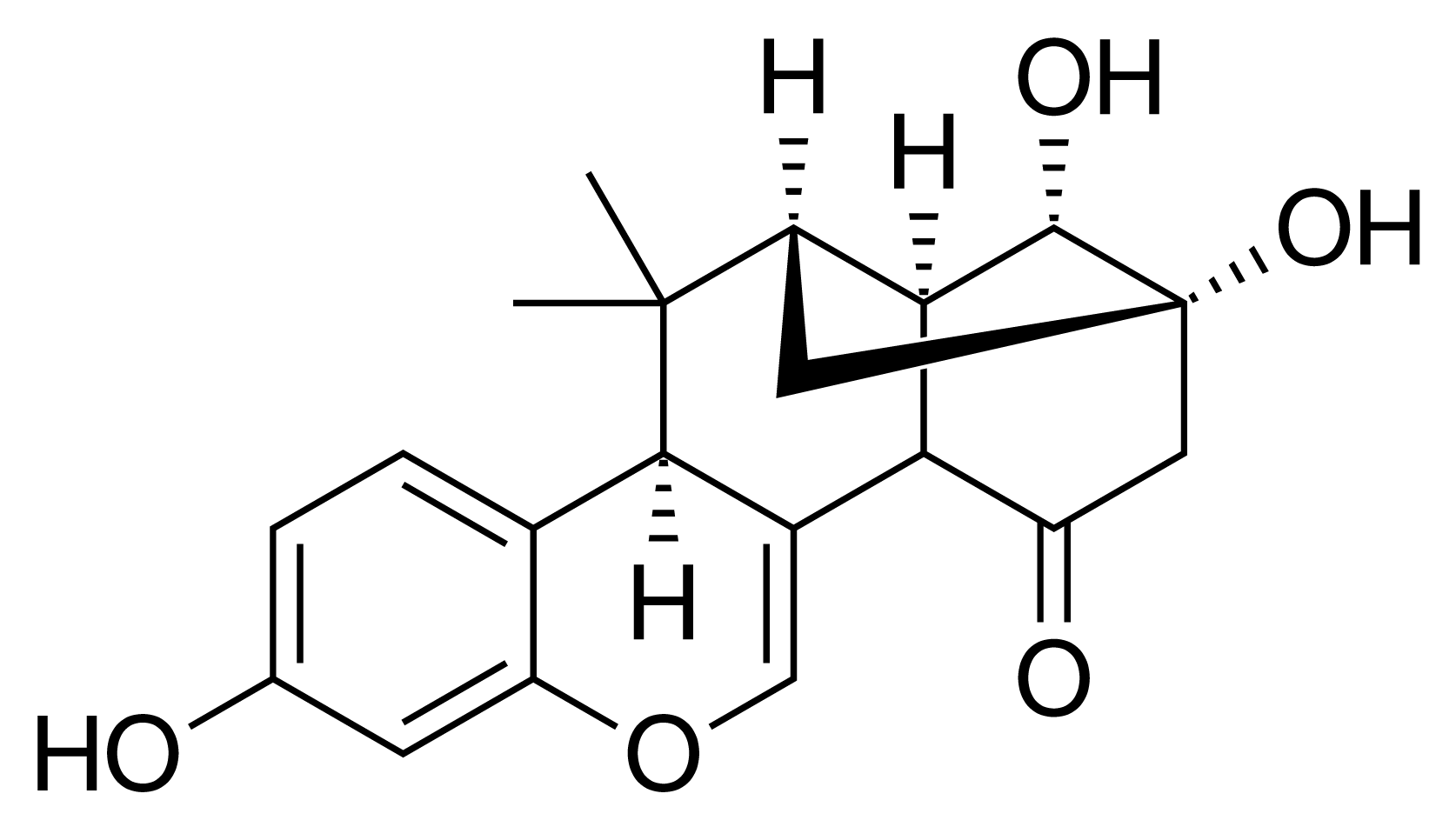
Chemical structure of deoxymiroestrol